# Großer Preis von Le Mans (Motorrad)

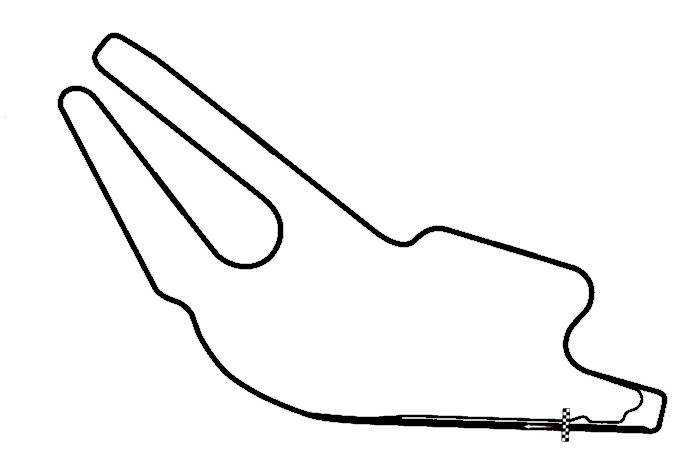
Streckengrafik des Bugatti Circuit (1991–1996)

Der Große Preis von Le Mans (Grand Prix de Vitesse du Mans) für Motorräder war ein Motorrad-Rennen zur Motorrad-Weltmeisterschaft.
Er fand nur einmal, am 8. September 1991, als Ersatz für den Großen Preis von Brasilien in den Klassen bis 250 cm³ und bis 500 cm³ sowie bei den Gespannen auf dem Circuit Bugatti in Le Mans, Frankreich statt.
In der 250-cm³-Klasse sicherte sich der Italiener Luca Cadalora auf Honda mit Rang drei seinen ersten WM-Titel. Zuvor war das Rennen in der dritten Runde wegen zahlreicher Stürze abgebrochen und neu gestartet worden.
In der Halbliterklasse konnte der US-amerikanische Yamaha-Pilot Wayne Rainey ebenfalls mit Rang drei seinen im Vorjahr gewonnenen Titel erfolgreich verteidigen.
Bei den Gespannen konnte sich der Brite Steve Webster zusammen mit Beifahrer Gavin Simmons auf LCR-Krauser als Dritter seinen vierten WM-Titel sichern.

## Statistik
| Jahr | Strecke         | Klasse   | Sieger                          | Zweiter                         | Dritter                         | Pole-Position                   | Schn. Rennrunde                 |
| ---- | --------------- | -------- | ------------------------------- | ------------------------------- | ------------------------------- | ------------------------------- | ------------------------------- |
| 1991 | Circuit Bugatti | 250 cm³  | Helmut Bradl (Honda)            | Carlos Cardús (Honda)           | Luca Cadalora (Honda)           | Luca Cadalora (Honda)           | Helmut Bradl (Honda)            |
| 1991 | Circuit Bugatti | 500 cm³  | Kevin Schwantz (Suzuki)         | Mick Doohan (Honda)             | Wayne Rainey (Yamaha)           | John Kocinski (Yamaha)          | Mick Doohan (Honda)             |
| 1991 | Circuit Bugatti | Gespanne | Biland / Waltisperg (LCR-Honda) | Michel / Birchall (LCR-Krauser) | Webster / Simmons (LCR-Krauser) | Biland / Waltisperg (LCR-Honda) | Michel / Birchall (LCR-Krauser) |